# Chữ Nôm

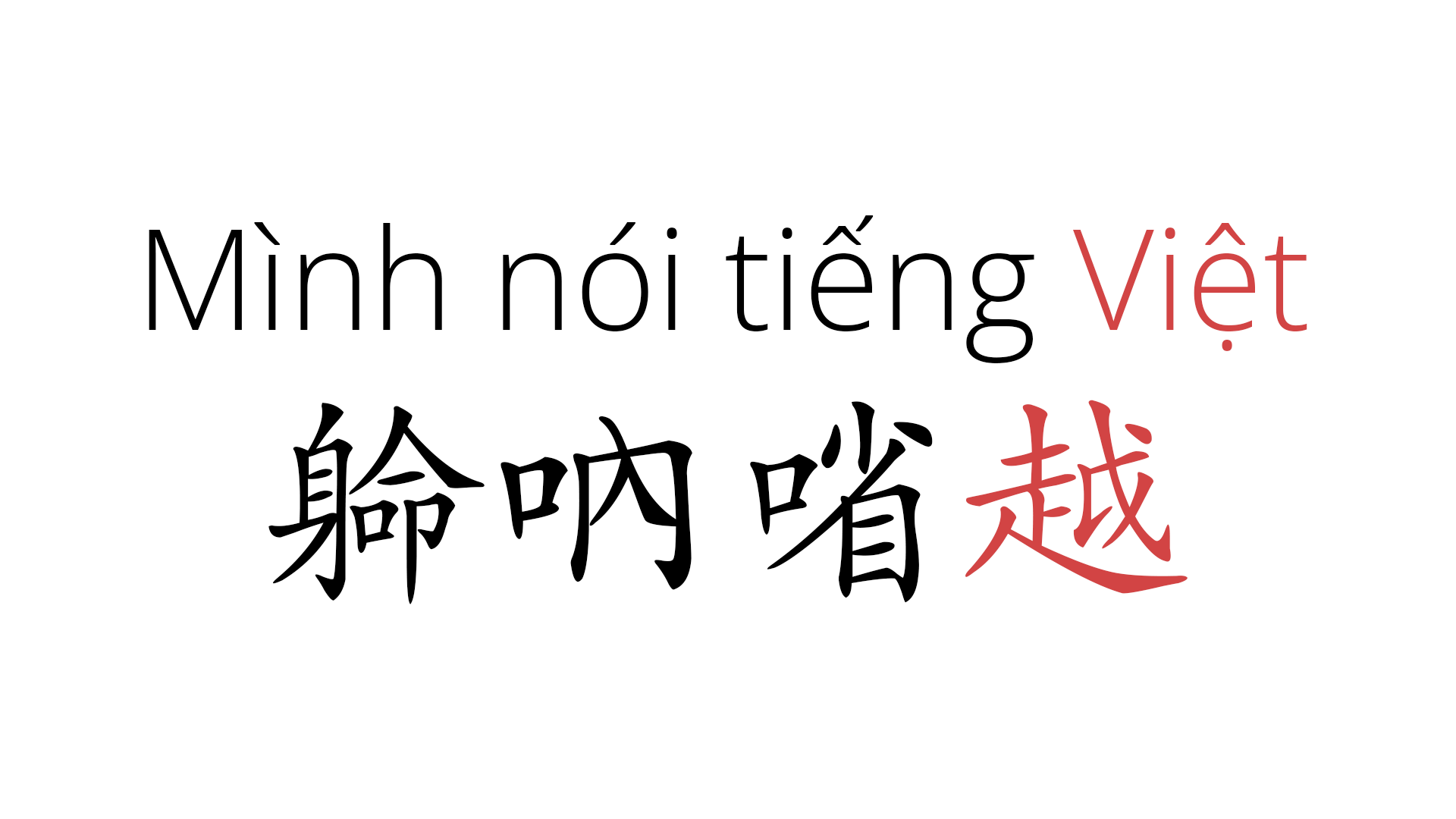
Der Beispielsatz: „Minh noi tieng Viet“ in Chu Nom: 𨉟呐㗂越 – zu deutsch: „Wir sprechen Vietnamesisch“ oder „Ich spreche Vietnamesisch.“ Beide Formen sind korrekt.

Chữ Nôm (vietnamesisch 𡦂喃, auch 𡨸喃 / 字喃 chữ nôm) ist das klassische Schriftsystem der vietnamesischen Sprache und basiert auf den Ideografien der chinesischen Sprache (Hán Tự, 漢字). Die Tatsache, dass zur Wiedergabe der Phonologie der vietnamesischen Sprache eine hauptsächlich auf den chinesischen Schriftzeichen basierende Schrift benutzt wurde, machte sie sehr komplex und kompliziert zu erlernen. Sie wurde ausschließlich von der chinesisch ausgebildeten vietnamesischen Elite benutzt. Verwendung fand Chữ Nôm bis ins 20. Jahrhundert und funktionierte als vietnamesisch gelesene chinesische Schrift, die um neue Zeichen zur Wiedergabe spezifisch vietnamesischer Laute bzw. Silben ergänzt wurde. Die wenigsten Vietnamesen sind heutzutage noch in der Lage, Chữ Nôm zu lesen.
Chữ Nôm wurde später komplett von Quốc Ngữ (國語), dem bis heute aktuellen Schreibsystem Vietnams, ersetzt. Quốc Ngữ wurde von linguistisch bewanderten portugiesischen und französischen Missionaren entwickelt, um die vietnamesische Sprache festzuhalten und die Alphabetisierung zu erleichtern. Quốc Ngữ beinhaltet ein System diakritischer Zeichen, um die Töne anzugeben, ebenso wie modifizierte Vokale.

## Herkunft

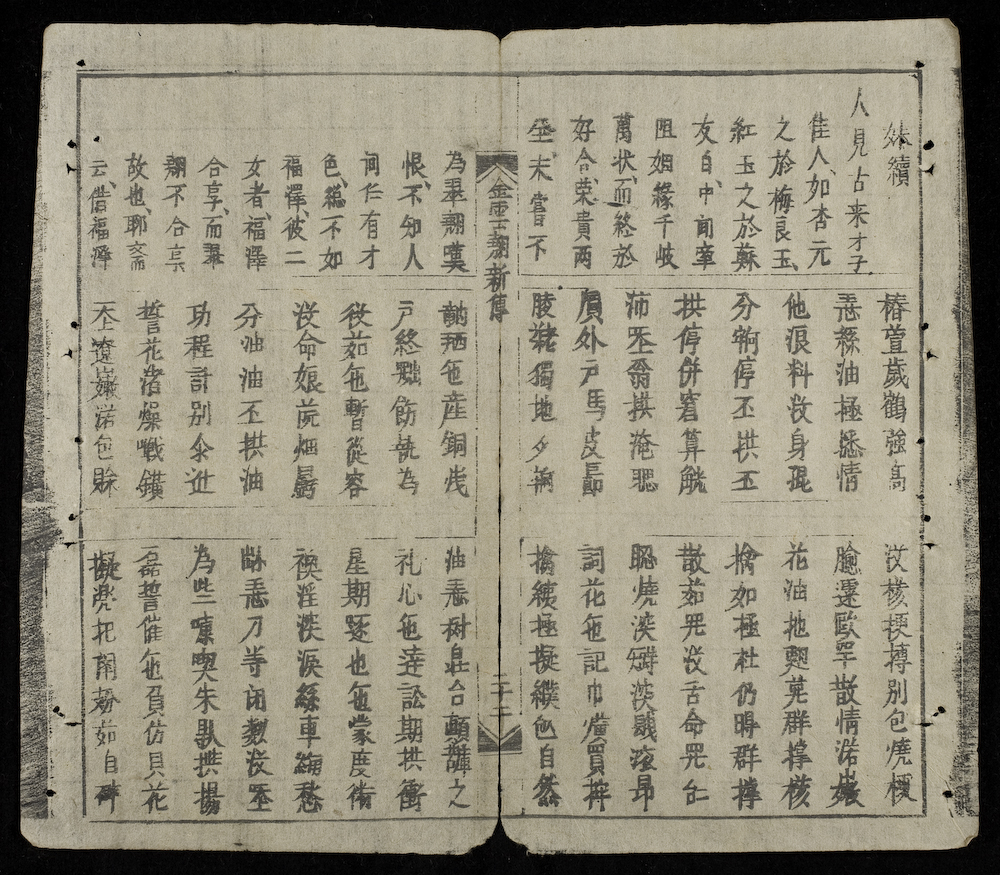
Die Geschichte der Kieu von Nguyen Du, Reprint aus 1820

Es wird vermutet, dass Chữ Nôm, früher auch Quốc âm (國音), um das 10. Jahrhundert entstand. Der alte Name Vietnams, Đại Cồ Việt (939, 大瞿越) benutzt Quốc âm. Das älteste erhaltene Zeugnis in Chữ Nôm stammt aus dem Jahre 1209 und befindet sich auf einer Stele eines Tempels in Bảo Ân (保恩). Eine andere Nôm-Inschrift wurde auf einer bronzenen Röhre bei der Vân-Bản-Pagode (雲岅) in Đồ Sơn (徒山) gefunden. Es stammt aus dem Jahre 1076, aber es gibt Zweifel an der Korrektheit des Datums.
Nach der vietnamesischen Unabhängigkeit von China 939 begannen Gelehrte mit der Entwicklung des Chữ Nôm, einer logografischen Schrift, die die vietnamesische Sprache repräsentiert. Während der nächsten nahezu 1000 Jahre – vom 10. bis ins 20. Jahrhundert hinein – wurde viel der vietnamesischen Literatur, Philosophie, Geschichte, Gesetz, Medizin, Religion und Regierungspolitik in Nom-Schrift verfasst. Während der 14 Jahre langen Herrschaft der Tây-Sơn-Dynastie (西山朝, 1788–1802) wurden alle administrativen Dokumente in Chữ Nôm statt im klassischen Chinesisch geschrieben. Im 18. Jahrhundert verfassten viele bekannte vietnamesische Schriftsteller und Dichter ihre Werke in Chữ Nôm, u. a. Nguyễn Du (阮攸) und Hồ Xuân Hương (胡春香). Mit der Erfindung von Quốc Ngữ im 17. Jahrhundert – der modernen romanischen Schrift – starb Chữ Nôm allmählich aus. 1920 wurde es von der Kolonialregierung abgeschafft. Der Großteil der schriftlichen Überlieferungen Vietnams ist für die meisten der über 90 Millionen Sprecher der vietnamesischen Sprache unzugänglich. Ein paar wenige buddhistische Mönche und die Jing (viet. Gin, 京族), die in China lebenden Vietnamesen, können Chữ Nôm bis zu einem gewissen Umfang lesen. (Stand 2022)
Es gibt Anstrengungen der vietnamesischen Regierung, Chữ Nôm in das Bildungssystem zu integrieren. Chữ-Nôm-Schriftzeichen wurden in Unicode codiert. Es wurde Software entwickelt, um das Schreibsystem per Computer verfügbar zu machen, und Computerschriften, die Chữ-Nôm-Schriftzeichen enthalten, wurden erst kürzlich entwickelt.

## Schriftsystem
In Vietnam wurden chinesische Schriftzeichen ursprünglich nur benutzt, um Chữ nho (𡦂儒) – klassisches Chinesisch – zu schreiben. In Chữ Nôm wurde die Benutzung dieser Schriftzeichen auf vielen Wegen erweitert. Zusätzlich wurde eine große Anzahl neuer Schriftzeichen von vietnamesischen Schriftstellern erfunden.

### Verwandtschaften
Es gibt viele klassisch-chinesische Wörter, die ihren Weg in die vietnamesische Sprache durch Entlehnung gefunden haben. Diese Lehnwörter wurden mit dem ursprünglichen chinesischen Schriftzeichen (Hán Tự, 漢字) geschrieben. Beispiele: vị (viet. 味) „Geschmack“ (chin. 味 Pinyin: wèi), niên (年) „Jahr“ (Pinyin: nián). Zusätzlich finden sich im Vietnamesischen viele Lehnwörter aus dem Chinesischen, z. T. solche, die übernommen wurden, bevor chinesische Schriftzeichen in Vietnam eingeführt wurden, und die sich deshalb eine andere Aussprache bewahrt haben. Diese Wörter sind auch anhand der entsprechenden Schriftzeichen des klassischen Chinesisch entworfen. Beispiele: mùi (味) (gleichbedeutend mit vị, Geschmack), năm (年 oder 𢆥) (gleichbedeutend mit niên, Jahr). Oft werden auch beide Versionen mit ein und demselben Zeichen geschrieben, was den Schreibaufwand und die Anzahl der erforderlichen Zeichen erheblich reduziert. So existiert für viele vietnamisierte chinesische Wörter gar kein Chu nom, das eine Unterscheidung zur normalen chinesischen Entlehnung zulassen würde. Wie das Zeichen gelesen werden muss, ist dann aus dem Kontext ersichtlich. So würde man 字 in 字喃 als chữ lesen, in 喃字 würde man es tự lesen. Im Vietnamesischen erscheinen zusammengesetzte Wörter meist verkehrt herum: Adjektive werden den Nomen angehängt und gehen diesen nicht wie im Chinesischen voraus.

### Phonetische Entlehnung von Schriftzeichen
Viele genuin vietnamesische Wörter wurden durch die Benutzung von „Schriftzeichen ohne Bedeutung“ geschrieben (chữ giả tá, 𡦂假借, Wörter der Entlehnung). Solch ein Schriftzeichen wird ausschließlich für seine Aussprache erneut verwendet. Seine ursprüngliche Bedeutung wird verworfen. So erhält das Schriftzeichen eine zweite Bedeutung. Oftmals erhält ein Schriftzeichen unterschiedlichste Bedeutung durch die phonetische Entlehnung.

### Erfindung von Schriftzeichen
Viele neue Schriftzeichen wurden für genuin vietnamesische Wörter erfunden (chữ thuần nôm, 𡦂純喃 genannt, kurz nôm). Diese neuen Schriftzeichen basieren auf der phonetischen Entlehnung und fügen eine semantische Komponente hinzu, die auf die neue Bedeutung hinweist, was zu einem neuen, abgesonderten Schriftzeichen führt. In manchen Fällen sieht ein sich ergebendes Schriftzeichen wie ein bereits existierendes chinesisches aus, aber mit einer anderen Bedeutung.

### Standardisierung
1867 beabsichtigte Nguyễn Trường Tộ (阮長祚) eine Standardisierung von Chữ Nôm, aber das neue System (Quốc Âm Hán Tự, 國音漢字) wurde von Kaiser Tự Đức (嗣德) zurückgewiesen. Bis zu diesem Zeitpunkt wurde Chữ Nôm nie offiziell standardisiert. Als ein Ergebnis gibt es viele verschiedene Schriftzeichen für ursprünglich vietnamesische Wörter. Als Schreiber von Texten in Nom verfolgt man aber immer gewisse Auswahlprinzipien.

## Software
Es gibt eine Anzahl von Tools, die Chữ-Nôm-Schriftzeichen produzieren, indem man einfach vietnamesische Wörter in Quốc ngữ eingibt.
- Vietnamese Keyboard Set ermöglicht das Schreiben von Chữ Nôm in Mac OS X.
- WinVNKey ist ein auf Windows basierender vietnamesischer Tastaturtreiber, der Chữ Nôm unterstützt.